# The Valley of Tomorrow
Pour plus de détails, voir Fiche technique et Distribution.

The Valley of Tomorrow est un film américain réalisé par Emmett J. Flynn, sorti en 1920.

## Fiche technique
- Titre : The Valley of Tomorrow
- Réalisation : Emmett J. Flynn
- Scénario : Jules Furthman
- Photographie : George Rizard
- Producteur : Samuel S. Hutchinson
- Société de production : American Film Manufacturing Company
- Société de distribution : Pathé Exchange
- Genre : Film dramatique, Film policier
- Durée : 60 minutes (1 h 0)
- Dates de sortie :
  - États-Unis : février 1920

## Distribution
- William Russell : Dabney Morgan
- Mary Thurman : Elenore Colonna
- Harvey Clark : Long John Morgan
- Fred Malatesta : Enrico Colonna

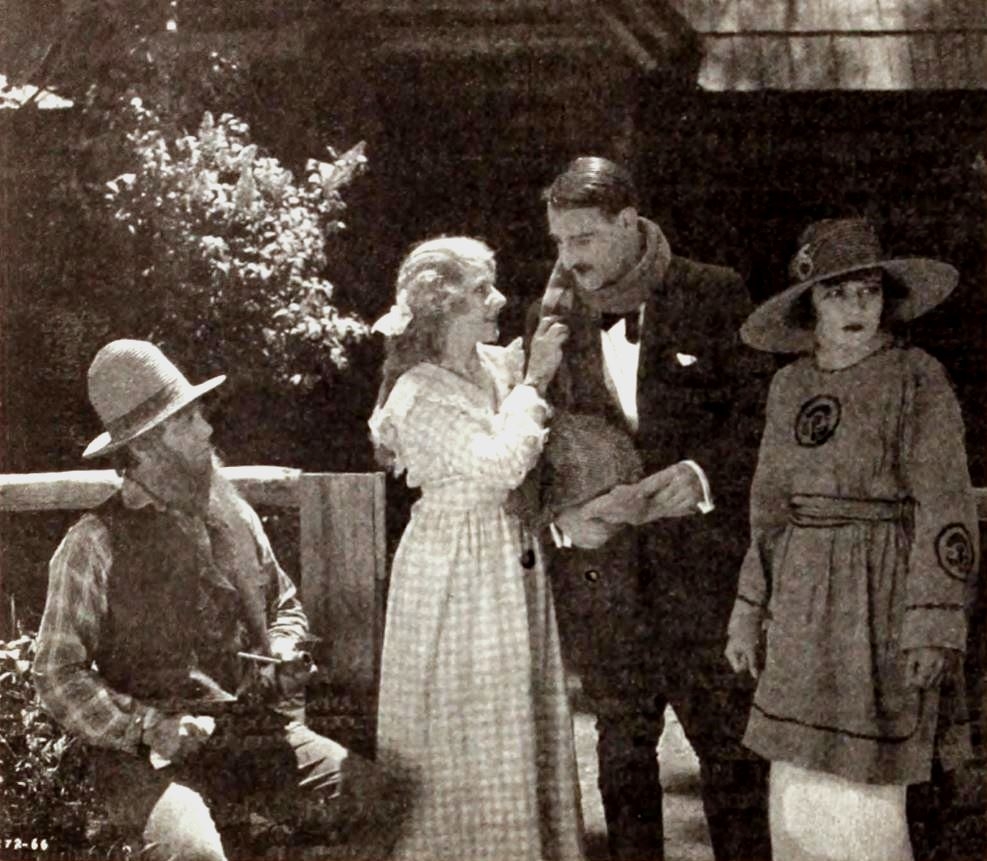
Harvey Clark, Pauline Curley, Fred Malatesta et Mary Thurman dans une scène du film.

- Pauline Curley : Cecelia May Morgan
- Frank Brownlee : Fang Morgan
- Frank Clark : Caleb Turner
- Louis King : Jed Morgan